# 渋川尹繁
渋川 尹繁（しぶかわ ただしげ）は、室町時代後期から戦国時代にかけての武将・九州探題。

## 生涯
渋川教直の子として誕生。長享元年（1487年）、兄・万寿丸が筑前国亀尾城で家臣に裏切られて殺害されると渋川家当主となる。
『北肥戦誌』巻之七によると、延徳元年（1489年）に少弐政資の軍によって肥前国養父の城山が攻撃を受け、千葉興常が加勢したが、筑後国に追われた。さらに、延徳3年（1491年）には大友政親と少弐政資が筑後に攻め入ってこれらにも敗れた。
延徳2年（1490年）から明応3年（1494年）にかけて筑前国や肥前国では少弐政資と大内義興の戦いが続いた後、明応6年（1497年）に義興は政資・高経親子を肥前国晴気城に破った。
明応7年（1498年）、少弐政資の三男・資元は大友氏を頼って軍勢を回復し、刀祢王丸（のちの尹繁）のいる肥前国綾部城を包囲したものの、大内軍の将である仁保護郷らがこれらを撃破した。
明応9年（1500年）、刀祢王丸は周防国の大内氏へ身を寄せていた前将軍足利義尹（のちの義稙）に拝謁し、偏諱を受け尹繁と名乗った。またその際に九州探題（官途は右兵衛佐）に任じられた。なお「渋川系図」では九州探題補任を「明応五年」としているが明応9年の誤りである。
尹繁の九州探題としての直接発給文書は光浄寺文書（永正3年、1506年）閏11月3日のものと同寺文書（年未詳）12月29日の光浄寺宛書状のみが知られている（年次が明らかな直接発給文書は永正3年の1通のみである）。
永正5年（1508年）に大内義興が義材を奉じて上洛した頃、渋川尹繁は和是に家督を譲ったが、同年には大友義長が渋川右衛門佐を擁立。一方で大内義興は永正14年（1517年）頃に渋川稙直を当主として擁立し、大内氏側と大友氏側の二人の「渋川右衛門佐」が並び立つ状況となり渋川氏当主は分裂した。天文2年（1533年）の大内軍の肥前侵攻で稙直の弟の尭顕は大内方に付かずに藤津郡に落ち延びた（子孫は小城鍋島藩士渋川家となる）。